# State of the State Address

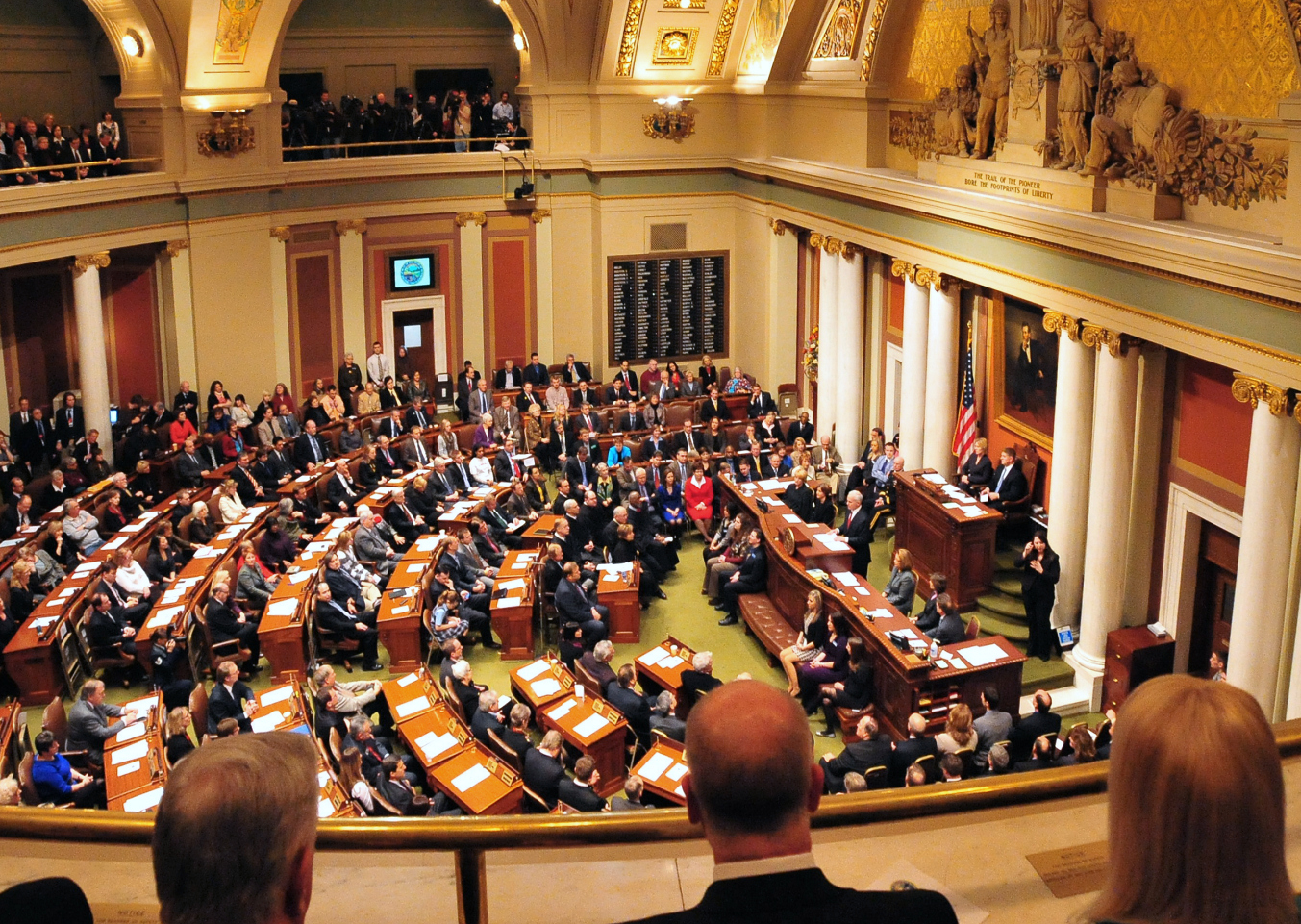
State of the State Address im Jahr 2011 von Gouverneur Mark Dayton (Minnesota)

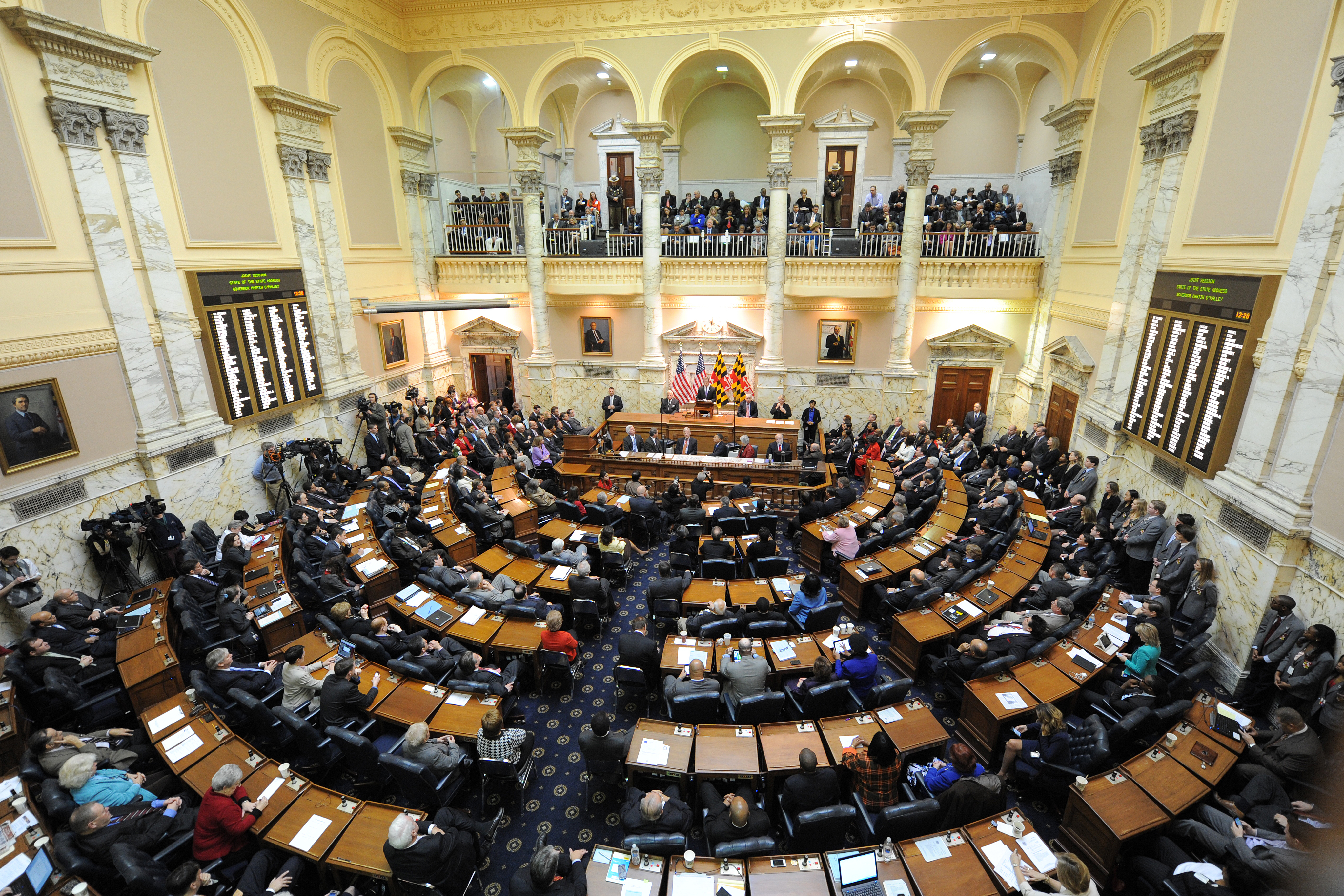
State of the State Address 2013 von Gouverneur Martin O’Malley (Maryland)

Als State of the State Address (in etwa Ansprache zur Lage des Bundesstaates) wird in den Vereinigten Staaten die alljährliche Ansprache der Gouverneure der US-Bundesstaaten vor deren Parlamenten bezeichnet.

## Begriff
Der Begriff State of the State Address ist von State of the Union Address abgeleitet, der jährlichen Ansprache des US-Präsidenten vor dem Kongress der Vereinigten Staaten.

## Hintergrund, Ablauf und Themen
Wie der Präsident halten auch die Gouverneure als Regierungschef zu Jahresbeginn eine Ansprache vor dem Plenum der bundesstaatlichen Parlamente. Da alle US-Bundesstaaten außer Nebraska eine aus zwei Kammern bestehende Legislative haben, werden zum Zweck der State of the State Address beide Häuser versammelt. Die jährliche Berichterstattung zur Lage des jeweiligen Bundesstaates ist für einen Gouverneur als Staats- und Regierungschef in den meisten Verfassungen der Staaten vorgeschrieben. Sinn und Zweck einer State of the State Address ist also die Unterrichtung der Parlamente über die allgemeine Lage eines Bundesstaates durch den Gouverneur als Oberhaupt der Exekutive. Häufig stehen finanz-, wirtschafts- und bildungspolitische Themen im Vordergrund; es können aber auch alle weiteren politischen Themen der Bundesstaaten angesprochen werden. Gouverneure nutzen diese Ansprachen auch dazu, die Abgeordneten von bestimmten Gesetzesvorlagen zu überzeugen. Da Fraktionsdisziplin in den USA sowohl auf Bundes- wie auf Staatenebene nicht üblich ist, ist es für den Gouverneur (wie den Präsidenten) von zentraler Bedeutung, die Abgeordneten für seine politischen Ziele zu gewinnen.
Da es Gouverneuren und übrigen Mitgliedern der Regierung nicht gestattet ist, an den normalen Parlamentstagungen teilzunehmen (abgesehen von vielen Vizegouverneuren, die auch als Senatspräsidenten fungieren), werden den Gouverneuren auch keine Fragen gestellt. Nach Ende der Rede verlässt der Regierungschef den Sitzungssaal wieder.
Es hat sich inzwischen etabliert, dass die Ansprachen der Gouverneure, wie auch die des US-Präsidenten, am Anfang eines jeden Jahres, meist im Januar, gehalten werden. In Sonderfällen können Gouverneure jedoch eine Sondersitzung des Plenums einberufen und damit auch an anderen Zeiten zum Parlament sprechen. Dabei handelt es sich jedoch nicht um die State of the State Address, sondern schlicht um eine gesonderte Tagung.

## Mediales Interesse
Die State of the State Address ist in ihrem jeweiligen Bundesstaat und teilweise darüber hinaus häufig Gegenstand großen medialen Interesses. Es folgt meist eine ausführliche Berichterstattung in Fernsehen und Radio sowie den Printmedien. Neben Fernsehübertragungen werden auch Live-Streams im Internet zur Verfolgung der Ansprachen angeboten.